# Arts graphiques
 (mars 2022).
Si vous disposez d'ouvrages ou d'articles de référence ou si vous connaissez des sites web de qualité traitant du thème abordé ici, merci de compléter l'article en donnant les références utiles à sa vérifiabilité et en les liant à la section « Notes et références ».

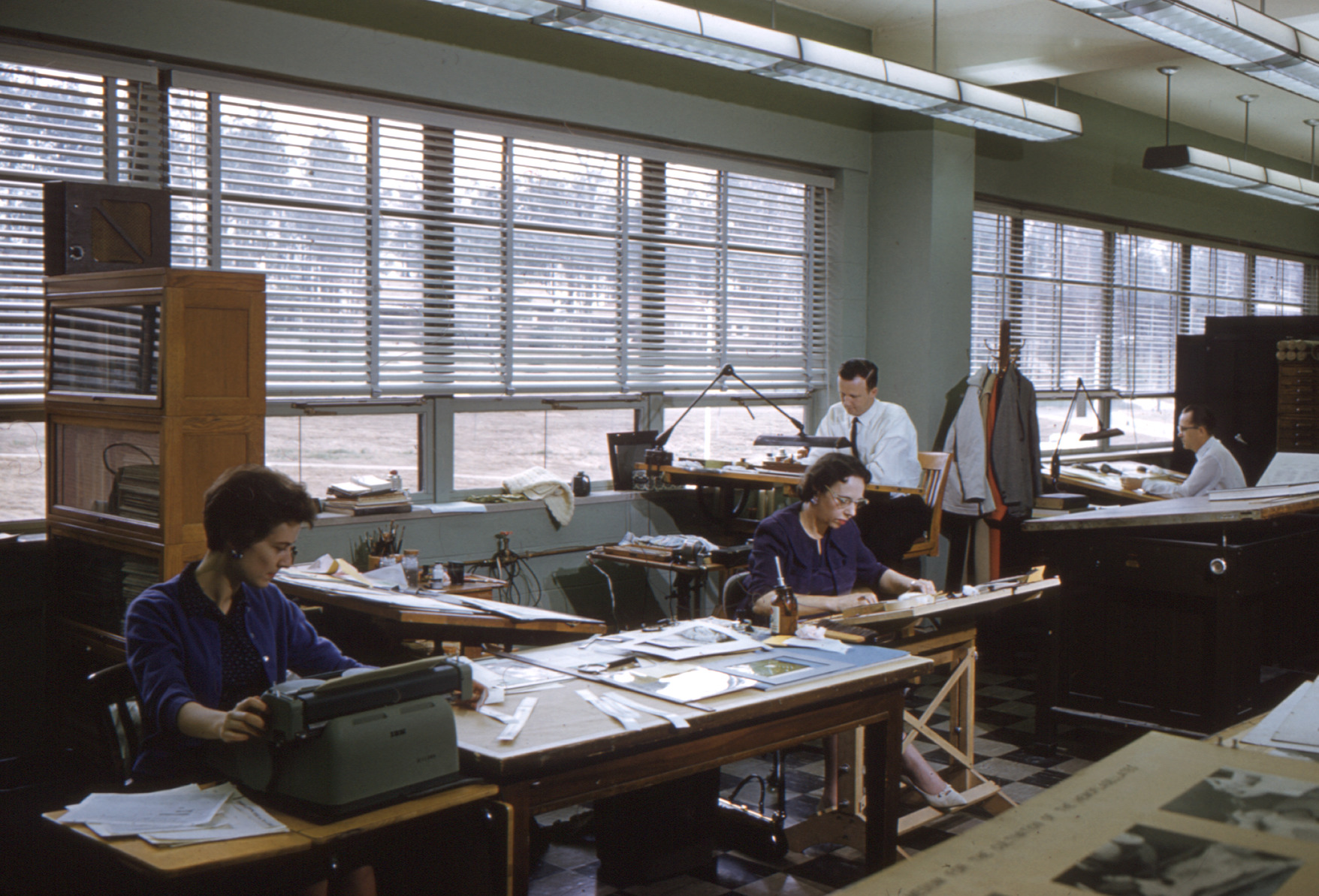

Les arts graphiques sont l’ensemble des processus propres à la conception visuelle et à la mise en scène d’une création artistique[pas clair], utilisant diverses techniques (écriture, typographie, dessin, peinture, gravure et estampe, photographie, graphisme…), cette création pouvant être utilisée à des fins uniquement artistiques, industrielles ou commerciales (messages publicitaires, édition, affiches, revues, etc.).
C’est également l’ancienne dénomination de la chaîne de production d’un produit contenant du texte et/ou de l’image, dont la finalité est l’impression pour une diffusion en nombre. Il est plus approprié de nos jours de qualifier cette chaîne d’« industrie graphique ».

## Définitions
Les arts graphiques correspondent à l'une des catégories traditionnelles de disciplines des beaux-arts. Ils regroupent les arts visuels généralement mis en œuvre sur des surfaces planes tels que la peinture, le dessin, l'estampe, la photographie ou la gravure,. Les arts graphiques comprennent également le graphisme (aussi appelé design graphique), la conception de la typographie, mais aussi de plans (en lien avec l'architecture en général et l'architecture d'intérieur) et de motifs destinés aux arts décoratifs (architecture d'intérieur, mobilier, tapisserie, céramique…).
L'expression renvoie également à l'« ensemble des procédés techniques permettant la conception visuelle ou la présentation d'une œuvre artistique ». Différents objectifs peuvent alors présider à la réalisation et l'emploi des arts graphiques, tels que l'art, l'industrie ou le commerce.

## Historiographie
En ce qui concerne le graphisme, l'histoire de la discipline a commencé à être constituée à partir des années 1980, avec notamment un symposium sur ce sujet au Rochester Institute of Technology, aux États-Unis, et l'ouvrage A History of Graphic Design de Philip Meggs (1983).

## Histoire
L'histoire des arts graphiques est fortement liée à l'histoire de l'art, plus généralement.
Une partie de l'histoire des arts graphiques se lie avec celle du graphisme, qui prend naissance durant la Préhistoire. En ce qui concerne ses éléments relatifs à l'histoire du graphisme, elle comprendra notamment de grands événements tels que l'invention et le développement de l'imprimerie, celui de la typographie, les changements dans la production (notamment en grandes quantités) liés à la Révolution industrielle, ainsi que d'autres liés à la communication visuelle ; le XXe siècle sera notamment marqué par l'importance accrue et le développement du graphisme moderne et du design.

## Collections d'arts graphiques
En Europe, les premières grandes collections d'arts graphiques apparaissent au cours du XVIe siècle ; elles peuvent appartenir à des princes ou à des particuliers. Aux côtés de tableaux, statues et objets d'art antique, elles comprennent alors notamment des dessins, estampes, et gravures, souvent issus de pays européens variés. Elles sont alors vues « comme des témoignages des facultés créatrices des grands artistes », mais peuvent aussi concourir à la « construction d’un savoir scientifique et servir de ressources documentaires », en lien avec un contexte où l'humanisme se développe. Plus tard, des collections seront aussi conservées et exposées au sein de musées.

## Enseignement
En France, il existe de nombreuses écoles publiques ou privées qui dispensent des formations dans les différentes spécialités relevant des arts graphiques, que ces écoles soient spécialisées dans ce domaine précis ou que ce soit au sein d'une offre diversifiée.
Parmi les écoles publiques on peut citer l'École supérieure des arts et industries graphiques Estienne à Paris (sections Livre, Illustration, Graphisme ou Communication...), l'École nationale supérieure des arts décoratifs (sections Image imprimée, Design graphique, Photo / Vidéo...) à Paris également, la Haute École des arts du Rhin dont fait partie l'École supérieure des arts décoratifs de Strasbourg (sections illustration, illustration didactique ou design graphique...), l'École européenne supérieure de l'image d'Angoulême (Bande dessinée...), l'École supérieure d'art et de design d'Amiens, l'École supérieure d'arts appliqués d'Aquitaine, ou l'École professionnelle supérieure d'arts graphiques et d'architecture (Ivry-sur-Seine). 
Parmi les écoles privées citons l'École Émile-Cohl (sections bande dessinée, dessin, dessin de presse, illustration, photographie) située à Lyon et présente aussi à Angoulême depuis 2021, l'École supérieure d'arts graphiques Penninghen, l'Ecole de communication visuelle (ECV), l'École supérieure de design de Troyes (Groupe ESC Troyes), ou encore SUP'IMAX.
Au Québec, les designers graphiques sont rassemblés sous la Société des designers graphiques du Québec ; la formation est assurée par le Collège Lasalle, l'École de design de l'Université du Québec à Montréal, ainsi que d'autres institutions d'enseignement.

## Expositions et manifestations
- Biennale des Arts graphiques à Ljubljana (Slovénie)